# سفارة أذربيجان في صربيا
سفارة أذربيجان في صربيا هي أرفع تمثيل دبلوماسي لدولة أذربيجان لدى صربيا. تقع السفارة في بلغراد وهي تهدف لتعزيز المصالح الأذربيجانية في صربيا.

## وصلات خارجية
- الموقع الرسمي
- قائمة سفارات أذربيجان
- قائمة السفارات في صربيا